# Lomographa acutangulata
Lomographa acutangulata är en fjärilsart som beskrevs av Sterneck 1928. Lomographa acutangulata ingår i släktet Lomographa och familjen mätare. Inga underarter finns listade i Catalogue of Life.